# Condado de Washakie
El condado de Washakie es un condado del estado de Wyoming, Estados Unidos. Tiene una población estimada, a mediados de 2024, de 7662 habitantes.
La sede del condado es Worland.

## Geografía
Según la Oficina del Censo, tiene una superficie total de 5808 km², de los cuales 5798 km² corresponden a tierra firme y 10 km² están cubiertos de agua.

### Condados adyacentes
- Condado de Big Horn - norte
- Condado de Johnson - este
- Condado de Natrona - sureste
- Condado de Fremont - sur
- Condado de Hot Springs - oeste
- Condado de Park - noroeste

## Demografía
Según la estimación 2019-2023 de la Oficina del Censo, los ingresos medios de los hogares del condado son de $62,648 y los ingresos medios de las familias son de $80,776.  Los ingresos per cápita en los últimos doce meses, medidos en dólares de 2023, son de $36,030.  Alrededor del 8.6% de la población está por debajo de la línea de pobreza nacional.

## Comunidades

### Ciudades
- Worland

### Municipios (towns)
- Ten Sleep